# Maddy Curley
Maddy Curley (* 3. Dezember 1981 in Tallahassee, Florida) ist eine US-amerikanische Schauspielerin.

## Leben
Mit 17 Jahren hatte Curley ihr erstes kleines Theaterengagement. In den Vereinigten Staaten wurde sie durch mehrere kleine Fernseh- und Filmrollen bekannt.
Vor ihrem Durchbruch als Filmschauspielerin spielte sie kleinere Rollen, unter anderem in The Sound of Music im Londoner Theater.
2006 erlangte Curley mit dem Film Rebell in Turnschuhen größere Bekanntheit. Seit 2006 spielte sie in einigen Fernseh- und Filmproduktionen Nebenrollen. 2008 nahm sie an den National Elite Championships als Turnerin teil.

## Filmografie
- 2006: CSI: NY (Fernsehserie, Folge Hung Out to Dry)
- 2006: Rebell in Turnschuhen (Stick It)
- 2007: Liquid: Live at Five
- 2007: Liquid: Mirror Image
- 2008: Liquid: Money Talks
- 2008: Seized (Kurzfilm)
- 2009: The Perfect Game
- 2009: Party Down (Fernsehserie, eine Folge)
- 2009: Cold Case – Kein Opfer ist je vergessen (Cold Case, Fernsehserie, zwei Folgen)
- 2009: Serving Time (Fernsehserie, eine Folge)
- 2009: The Least Among You
- 2009: Guy Bet (Kurzfilm)
- 2010: The Event (Fernsehserie, zwei Folgen)
- 2010: The D-Monster (Kurzfilm)
- 2011: Prayer Hour (Fernsehfilm)
- 2011: Sea of Chance’s (Kurzfilm)
- 2011: Turkles
- 2011: Our Footloose Remake
- 2011: Terminal Kill (Fernsehfilm)
- 2012: WOD Diaries (Fernsehfilm)
- 2012: Olympia (Fernsehserie, fünf Folgen)
- 2013: Starting from Scratch
- 2013: Not for Human Consumption
- 2016: Chalk it up